# Norman Macleod
Norman Alasdair Macleod (Glasgow, 6 dicembre 1927 – 2 ottobre 1991) è stato uno scacchista e compositore di scacchi scozzese, Grande Maestro della composizione.
Cominciò la sua carriera come giocatore a tavolino e vinse più volte il campionato del Glasgow Chess Club. Partecipò a diversi campionati scozzesi, classificandosi due volte secondo. Nel 1958 partecipò con la nazionale scozzese alle Olimpiadi di Monaco in terza scacchiera, realizzando 7 su 16. Nel 1964 vinse il campionato del Maryland. In seguito non partecipò più a tornei, preferendo dedicarsi alla problemistica. 
Nel 1980 ottenne il titolo FIDE di Maestro internazionale per la composizione e nel 1993 gli venne attribuito post-mortem il titolo di Grande Maestro. È stato finora l'unico compositore britannico, oltre a Comins Mansfield, a ricevere questo titolo. 
Dal 1979 al 1981 fu presidente della British Chess Problem Society (BCP). Negli ultimi anni Ottanta fu tra i fondatori della rivista The Problemist. 
Nel 1980 fu tra i primi ad utilizzare la notazione Forsyth per gestire la classificazione dei problemi nei database. Sviluppò un programma per agevolare la composizione di problemi di scacchi, considerato il precursore dei moderni generatori di tablebase per i finali.
Compose oltre 1000 lavori, la maggior parte problemi di aiutomatto, retro e diretti in due, tre e più mosse. 
Svolse l'attività di sviluppatore di software per una società di informatica di Glasgow.